# Albert Gutzmann
Albert Gutzmann (* 19. Dezember 1837 in Groß Gluschen, Hinterpommern; † 27. Mai 1910 in Teupitz) war ein deutscher Taubstummenlehrer. Mit auf sein Betreiben hin wurde in Berlin ein öffentliches Sprachheilwesen eingeführt.

## Leben
Geboren 1837 in Hinterpommern besuchte er ein Lehrerseminar in Köslin und arbeitete zunächst als Lehrer in Bütow. Von dort aus besuchte er 1865 in Berlin einen Lehrgang für die seit einigen Jahren geschaffene gesonderte Beschulung von Gehörlosen („Taubstummen“). 1873 zog er mit seiner Familie nach Berlin und wurde erster Taubstummenlehrer an der neu gegründeten Städtischen Taubstummenschule an der Blumenstrasse, an der von 1897 bis 1910 Direktor war. 1909 wurde er als Königlicher Schulrat ernannt.
Sicherlich ausgehend von einer Beschäftigung vor allem von Taubstummenlehrern mit weiteren Sprachproblemen von Schülern seit den 1830er Jahren wurde Gutzmann auch in diesem Fachbereich tätig und veröffentlichte 1879, unter Stützung auf Thesen des Mediziners Adolf Kussmaul ein Buch mit dem Titel Das Stottern und seine gründliche Beseitigung durch ein methodisch geordnetes und praktisch erprobtes Verfahren – Eine Anleitung für Lehrer und Eltern sowie zum Gebrauche für Erwachsene. Aus dem Vorwort: „Im Gegentheil ist das Stottern in seiner ungemein großen Verbreitung, durch seinen, Geist und Körper des Individuums niederdrückenden und die bürgerliche Brauchbarkeit, sowie die gesellschaftliche Freiheit und Selbständigkeit desselben schädigenden Einfluß für unser Volksleben so einschneidend und störend, daß seine erfolgreiche Bekämpfung als eine nationale Aufgabe von eminenter Bedeutung erscheint.“
Nach Veröffentlichung des Buches Über Sprachstörungen und ihre Bekämpfungen in der Schule 1884 begann er Sprachheillehrer in seiner Übungstherapiemethode auszubilden. Durch seine Aktivitäten sensibilisiert wurden 1886 155.000 Berliner Schulkinder auf Sprachstörungen überprüft und dabei 1.550 Sprachgestörte erfasst.
Durch seine Beschäftigung mit Sprachstörungen beeinflusst studierte sein Sohn Hermann Gutzmann Medizin und begründete später das medizinische Fachgebiet Phoniatrie.
Gemeinsam mit ihm gab er ab 1891 die Zeitschrift „Medizinisch-pädagogische Monatsschrift für die gesamte Sprachheilkunde“ heraus.
Nach ihm sind in Deutschland einige Schulen benannt, allein in Berlin drei: Grundschule und Sprachheilschule in Berlin-Gesundbrunnen, ehemalige POS für Gehörlose (jetzt Schule für Gehörlose) in Berlin-Mitte und die Grundschule Berlin-Gesundbrunnen.